# Jesse Lewis
Jesse Lewis (Tokyo, 11 giugno 1996) è un attore e cantante giapponese.
Di madre giapponese e padre statunitense, entra a far parte della scuderia Johnny & Associates nel 2006 come Johnny's Jr. nel gruppo "SixTONES".
Dopo esser entrato nel mondo dello spettacolo come idol, si è presto fatto notare ed apprezzare per i ruoli interpretati sia in televisione, in vari dorama di stampo scolastico/giovanile, che nelle versioni cinematografiche dei suddetti. Partecipa ed è spesso ospite anche a programmi musicali e varietà televisivi.

## Filmografia

### Dorama
- Shiritsu Bakaleya Kōkō (私立バカレア高校?) – Yūki Satonaka (Nihon TV, 2012)
- Sprout (スプラウト?) – Hayato Katagiri[2] (Nihon TV, 2012)
- THE QUIZ – Kasama Shōta[3][4] (Nihon TV, 2012)
- Biblia koshodō no jiken techō (ビブリア古書堂の事件手帖?) – Shinokawa Fumiya[5] (Fuji TV, 2013)
- Kamen Teacher (仮面ティーチャーSP?) – Keigo Kusanagi (Nihon TV, 2013)
- Pin to Kona (ぴんとこな?) – Haruhiko Sakamoto (TBS, 2013)
- Andō Lloyd: A.I. knows Love? (安堂ロイド〜A.I. knows LOVE?〜?) – Edogawa Tomu (TBS, 2013)
- Kamen Teacher (episodio speciale) (仮面ティーチャーSP?) – Keigo Kusanagi (Nihon TV, 2014)
- Onii-chan, Gacha (お兄ちゃん、ガチャ?) – SS rank onii-chan (Nihon TV, 2015)

### Cinema
- Shiritsu Bakaleya Kōkō (私立バカレア高校?) – Yūki Satonaka[6] (2012)
- Kamen Teacher (仮面ティーチャーSP?) – Keigo Kusanagi (2014)